# Jonathan Hilli
Jonathan Hilli, född 8 februari 1987, är en finlandssvensk visartist.

## Diskografi i urval
- 2018 – Jordsånger
- 2020 – Sånger att brinna till

## Utmärkelser
- 2019 – Manifestpriset[3][4]
- 2020 – Hanne Juul-stipendiet[5]